# Inter de Milán U23
El Football Club Internazionale Milano U23, más conocido como Inter U23 es un club de fútbol profesional con sede en Milán, Lombardía, Italia. El club juega actualmente en la Serie C.
Es el segundo equipo de la Inter de Milán.

## Historia
El equipo fue fundado el 24 de julio de 2025 para ocupar el puesto de la S.P.A.L. en la Serie C.

## Entrenadores
- Stefano Vecchi (2025-)